# Rów Zachodniomelanezyjski
Rów Zachodniomelanezyjski – rów oceaniczny położony na Oceanie Spokojnym, na północ od Archipelagu Bismarcka. Ciągnie się łukiem wygiętym ku północy, z zachodu na wschód, na długości około 1200 km. Posiada liczne odgałęzienia ku północy, m.in. Rów Mussau. Osiąga głębokości do 6534 (według innych źródeł 6212) metrów.